# Hoschke Ágoston
Hoschke Ágoston (Budapest, 1938. június 27.– ) Szent-Györgyi Albert-díjas és Ujhelyi Imre-díjas vegyészmérnök, sör- és szeszipari mérnök, professor emeritus. Egy időben a Kertészeti és Élelmiszeripari Egyetem Élelmiszeripari Karának dékánja, illetve az egyetem rektorhelyettese, hosszú ideig a Sör- és Szeszipari Tanszék vezetője volt.

## Élete
1938-ban született, felsőfokú tanulmányait 1956 és 1961 között a Budapesti Műszaki Egyetem Vegyészmérnöki Karán folytatta, ahol vegyészmérnöki diplomát szerzett. A doktorátust 1966-ban, a kandidátusi címet 1979-ben szerezte meg. Diplomázása után egy évet dolgozott a Reanal Finomvegyszergyár vegyészmérnökeként, majd 1962-ben a BME Vegyészmérnöki Karának Mezőgazdasági Kémiai Technológia Tanszékére került, tanársegédként. Több mint húsz évet töltött el a tanszéken, közben megszerezte az egyetemi adjunktusi, később az egyetemi docensi címet. 1983-tól 1990-ig a Központi Élelmiszeripari Kutató Intézet, tudományos osztályvezetője, illetve főosztályvezetője volt.
1991-ben került a Kertészeti és Élelmiszeripari Egyetem Élelmiszeripari Karára, ahol a Sör- és Szeszipari Tanszék tanszékvezetője lett, egyetemi docensi beosztásban. Egyben elnyerte két, hároméves ciklusra a kar dékáni megbízatását, majd ezen időszak lejárta után, 1996-1998 között általános és kutatási rektorhelyettes volt. 1999-ben ismét a kar dékánjává választották - közben átszervezéssel a kar a Szent István Egyetem szervezeti rendjébe került át, ahol még további három évig volt tanszékvezető, ekkor már egyetemi tanárként -, majd 2003-tól újabb átalakulással az egész kar, így a tanszéke is a Budapesti Corvinus Egyetem (BCE) része lett. 2005-ben elnyerte a BCE Szenátusának tagságát.

## Kutatási területe
Kutatási területei az élelmiszer-biotechnológia, az amilolitikus enzimek hatásmechanizmusának kutatása, a rögzitett enzimek/sejtek alkalmazása, illetve a mikrobaeredetű enzimek és funkcionális élelmiszerek előállitása.

## Művei
Közel 150 tudományos és felsőoktatási publikációja van, magyar mellett angol nyelven is rendszeresen publikál.

## Díjai
- Szent-Györgyi Albert-díj (1998)
- Zemplén Géza-érem
- Pro Facultate Rerum Metallicarum (1997)
- Ujhelyi Imre-díj (2002)
- Szent István Egyetem Babérkoszorújának arany fokozat
- Entz Ferenc-emlékérem (2003)
- Magyar Köztársasági Érdemrend Lovagkeresztje (2004)